# Grand Prix Koreje 2013
Grand Prix Koreje 2013 (oficiálně 2013 Formula 1 Korean Grand Prix) se jela na trati Korean International Circuit v Koreji dne 6. října 2013. Závod byl čtrnáctým v pořadí v sezóně 2013 šampionátu Formule 1.

## Kvalifikace
| Poř.                       | No. | Jezdec              | Konstruktér          | Časy v kvalifikaci | Časy v kvalifikaci | Časy v kvalifikaci | Pořadí na startu |
| Poř.                       | No. | Jezdec              | Konstruktér          | Q1                 | Q2                 | Q3                 | Pořadí na startu |
| -------------------------- | --- | ------------------- | -------------------- | ------------------ | ------------------ | ------------------ | ---------------- |
| 1                          | 1   | Sebastian Vettel    | Red Bull-Renault     | 1:38.683           | 1:37.569           | 1:37.202           | 1                |
| 2                          | 10  | Lewis Hamilton      | Mercedes             | 1:38.574           | 1:37.824           | 1:37.420           | 2                |
| 3                          | 2   | Mark Webber         | Red Bull-Renault     | 1:39.138           | 1:37.840           | 1:37.464           | 13               |
| 4                          | 8   | Romain Grosjean     | Lotus-Renault        | 1:39.065           | 1:38.076           | 1:37.531           | 3                |
| 5                          | 9   | Nico Rosberg        | Mercedes             | 1:38.418           | 1:38.031           | 1:37.679           | 4                |
| 6                          | 3   | Fernando Alonso     | Ferrari              | 1:38.520           | 1:37.978           | 1:38.038           | 5                |
| 7                          | 4   | Felipe Massa        | Ferrari              | 1:38.884           | 1:38.295           | 1:38.223           | 6                |
| 8                          | 11  | Nico Hülkenberg     | Sauber-Ferrari       | 1:38.427           | 1:37.913           | 1:38.237           | 7                |
| 9                          | 12  | Esteban Gutiérrez   | Sauber-Ferrari       | 1:38.725           | 1:38.327           | 1:38.405           | 8                |
| 10                         | 7   | Kimi Räikkönen      | Lotus-Renault        | 1:38.341           | 1:38.181           | 1:38.822           | 9                |
| 11                         | 6   | Sergio Pérez        | McLaren-Mercedes     | 1:39.049           | 1:38.362           |                    | 10               |
| 12                         | 5   | Jenson Button       | McLaren-Mercedes     | 1:38.882           | 1:38.365           |                    | 11               |
| 13                         | 19  | Daniel Ricciardo    | Toro Rosso-Ferrari   | 1:38.525           | 1:38.417           |                    | 12               |
| 14                         | 15  | Adrian Sutil        | Force India-Mercedes | 1:38.988           | 1:38.431           |                    | 14               |
| 15                         | 14  | Paul di Resta       | Force India-Mercedes | 1:39.185           | 1:38.718           |                    | 15               |
| 16                         | 18  | Jean-Éric Vergne    | Toro Rosso-Ferrari   | 1:39.075           | 1:38.781           |                    | 16               |
| 17                         | 17  | Valtteri Bottas     | Williams-Renault     | 1:39.470           |                    |                    | 17               |
| 18                         | 16  | Pastor Maldonado    | Williams-Renault     | 1:39.987           |                    |                    | 18               |
| 19                         | 20  | Charles Pic         | Caterham-Renault     | 1:40.864           |                    |                    | 19               |
| 20                         | 21  | Giedo van der Garde | Caterham-Renault     | 1:40.871           |                    |                    | 20               |
| 21                         | 22  | Jules Bianchi       | Marussia-Cosworth    | 1:41.169           |                    |                    | 22               |
| 22                         | 23  | Max Chilton         | Marussia-Cosworth    | 1:41.322           |                    |                    | 21               |
| 107% času vítěze: 1:45.224 |     |                     |                      |                    |                    |                    |                  |
| Zdroj:                     |     |                     |                      |                    |                    |                    |                  |

Poznámky
1. ↑  Mark Webber obdržel trest posunu o 10 míst vzad za zavinění kolize v předchozím závodě.
2. ↑  Jules Bianchi obdržel trest posunu o 3 místa vzad za blokování Paula di Resty.

## Závod
| Poř.   | No. | Jezdec              | Konstruktér          | Počet kol | Čas/Odstoupení      | Pořadí na startu | Body |
| ------ | --- | ------------------- | -------------------- | --------- | ------------------- | ---------------- | ---- |
| 1      | 1   | Sebastian Vettel    | Red Bull-Renault     | 55        | 1:43:13.701         | 1                | 25   |
| 2      | 7   | Kimi Räikkönen      | Lotus-Renault        | 55        | +4.224              | 9                | 18   |
| 3      | 8   | Romain Grosjean     | Lotus-Renault        | 55        | +4.927              | 3                | 15   |
| 4      | 11  | Nico Hülkenberg     | Sauber-Ferrari       | 55        | +24.114             | 7                | 12   |
| 5      | 10  | Lewis Hamilton      | Mercedes             | 55        | +25.255             | 2                | 10   |
| 6      | 3   | Fernando Alonso     | Ferrari              | 55        | +26.189             | 5                | 8    |
| 7      | 9   | Nico Rosberg        | Mercedes             | 55        | +26.698             | 4                | 6    |
| 8      | 5   | Jenson Button       | McLaren-Mercedes     | 55        | +32.262             | 11               | 4    |
| 9      | 4   | Felipe Massa        | Ferrari              | 55        | +34.390             | 6                | 2    |
| 10     | 6   | Sergio Pérez        | McLaren-Mercedes     | 55        | +35.155             | 10               | 1    |
| 11     | 12  | Esteban Gutiérrez   | Sauber-Ferrari       | 55        | +35.990             | 8                |      |
| 12     | 17  | Valtteri Bottas     | Williams-Renault     | 55        | +47.049             | 17               |      |
| 13     | 16  | Pastor Maldonado    | Williams-Renault     | 55        | +50.013             | 18               |      |
| 14     | 20  | Charles Pic         | Caterham-Renault     | 55        | +1:03.578           | 19               |      |
| 15     | 21  | Giedo van der Garde | Caterham-Renault     | 55        | +1:04.501           | 20               |      |
| 16     | 22  | Jules Bianchi       | Marussia-Cosworth    | 55        | +1:07.970           | 22               |      |
| 17     | 23  | Max Chilton         | Marussia-Cosworth    | 55        | +1:12.898           | 21               |      |
| 18     | 18  | Jean-Éric Vergne    | Toro Rosso-Ferrari   | 53        | Brzdy               | 16               |      |
| 19     | 19  | Daniel Ricciardo    | Toro Rosso-Ferrari   | 52        | Brzdy               | 12               |      |
| 20     | 15  | Adrian Sutil        | Force India-Mercedes | 50        | Poškození po kolizi | 14               |      |
| Ret    | 2   | Mark Webber         | Red Bull-Renault     | 36        | Kolize              | 13               |      |
| Ret    | 14  | Paul di Resta       | Force India-Mercedes | 24        | Nehoda              | 15               |      |
| Zdroj: |     |                     |                      |           |                     |                  |      |

Poznámky
1. 1 2 3  Jean-Éric Vergne, Daniel Ricciardo a Adrian Sutil odstoupili ze závodu, ale byli klasifikováni, protože odjeli více než 90 % délky závodu.

## Průběžné pořadí po závodě
- Tučně jsou vyznačeni jezdci a týmy se šancí získat titul v Poháru jezdců nebo konstruktérů.

Pohár jezdců
|   | Pořadí | Jezdec           | Body |
| - | ------ | ---------------- | ---- |
|   | 1      | Sebastian Vettel | 272  |
|   | 2      | Fernando Alonso  | 195  |
| 1 | 3      | Kimi Räikkönen   | 167  |
| 1 | 4      | Lewis Hamilton   | 161  |
|   | 5      | Mark Webber      | 130  |

Pohár konstruktérů
|  | Pořadí | Konstruktér      | Body |
|  | ------ | ---------------- | ---- |
|  | 1      | Red Bull-Renault | 402  |
|  | 2      | Ferrari          | 284  |
|  | 3      | Mercedes         | 283  |
|  | 4      | Lotus-Renault    | 239  |
|  | 5      | McLaren-Mercedes | 81   |